# Batalla de Sipe Sipe (1811)
La batalla de Sipe Sipe o batalla de Amiraya –o Hamiraya– fue un enfrentamiento armado librado durante la primera expedición auxiliadora al Alto Perú, el 13 de agosto de 1811, entre el Ejército Real del Perú comandado por el brigadier José Manuel de Goyeneche por un lado, y las milicias de la intendencia de Cochabamba y fuerzas del Ejército Auxiliar, que respondían al brigadier Francisco del Rivero y al coronel Eustoquio Díaz Vélez, por el otro, en el cual la victoria de los realistas permitió a Goyeneche ocupar la ciudad de Cochabamba y avanzar su ejército hacia el sur del Alto Perú.

## Antecedentes: la revolución de Chuquisaca
La Intendencia de Chuquisaca se había alzado contra el dominio hispánico en 1809, ante la llegada de fuerzas enviadas desde Buenos Aires y desde el Virreinato del Perú, los líderes de la insurrección depusieron su actitud. Sin embargo esta revolución fue tenida en cuenta por los rioplatenses cuando se produjo la deposición del virrey Cisneros en Buenos Aires, el 25 de mayo de 1810, ya que enseñó que una revolución, para triunfar, debía expandirse a través de conquistas militares.
Siguiendo esta lógica, los revolucionarios de Buenos Aires enviaron un Ejército Auxiliar para expandir su causa en las provincias internas del virreinato. Este ejército avanzó hacia el Alto Perú, mientras que desde el Virreinato del Perú se enviaban para enfrentarlo tropas comandadas por el brigadier Goyeneche. Aprovechando la cercanía del Ejército Auxiliar de Buenos Aires, el 15 de septiembre los habitantes de Cochabamba se levantaron contra los realistas y formaron una junta de gobierno presidida por el coronel Francisco del Rivero. La revolución se contagió a la villa de Oruro y entorpeció los planes de los realistas, que se preparaban para enfrentar al Ejército Auxiliar.
Mientras este ejército, comandado por Castelli y González Balcarce, se aproximaba a Tupiza, tropas irregulares cochabambinas derrotaban a una división realista en la batalla de la posta de Aroma (14 de octubre de 1810), en las cercanías de Oruro. De esta forma la vanguardia realista quedó cortada del grueso del ejército y fue derrotada por el Ejército Auxiliador en la batalla de Suipacha (7 de noviembre). Esta última victoria tuvo como consecuencia que las tropas de Goyeneche se replegaran tras el río Desaguadero, límite con el Virreinato del Perú.
En reconocimiento a la contribución de Cochabamba, el 21 de noviembre de 1810 la Junta Gubernativa creó un regimiento de infantería de Línea al que dio el número 7, llamándolo Regimiento de Cochabamba. Esta tropa, comandada por Francisco del Rivero, y por el teniente coronel Bartolomé Guzmán, se unió al Ejército Auxiliar y luchó en la batalla de Huaqui (junio de 1811). Tras la derrota de los revolucionarios, los cochabambinos se replegaron hacia su provincia mientras los restos del Ejército Auxiliar se retiraban hacia Potosí.

## Goyeneche retoma el Alto Perú
Tras su victoria en la batalla de Huaqui, Goyeneche retrocedió a su campamento detrás del río Desaguadero para reorganizar las tropas. Recién el 3 de julio se puso en marcha hacia el sur para pacificar el Alto Perú alzado en armas. Ya sin el respaldo del Ejército Auxiliar enviado desde Buenos Aires, la situación de los revolucionarios altoperuanos se hizo más comprometida y en varias ciudades se evaluó como inconveniente resistir por las armas. Al mismo tiempo, Goyeneche avanzaba procurando calmar a la población con bandos benevolentes, donde ofrecía perdón por los errores (es decir, adherirse a la revolución). 
La ciudad de La Paz se acogió a esta actitud reconciliadora y no ofreció resistencia, de modo que los realistas entraron en ella el 10 de julio, y al día siguiente iniciaron la marcha sobre Oruro. Mientras realizaba esta marcha Goyeneche recibió la noticia de su ascenso a general de división, en reconocimiento a su triunfo en Huaqui. 
Oruro tampoco opuso resistencia, fiada en las proclamas benevolentes de Goyeneche, el cual entró en ella el 22 de julio, convirtiéndola en cuartel general de su campaña. Desde allí destacó una división a Potosí, mientras invitaba a los revolucionarios de Cochabamba a renunciar a la lucha. Los cochabambinos hicieron caso omiso de estas proclamas y concentraron sus fuerzas en torno a su ciudad capital al tiempo que destacaron partidas hacia el norte, cerca de Calamarca. Estas fuerzas lograron convulsionar aquella región y encender nuevamente la chispa de la rebelión en la ciudad de La Paz.
La situación en al Alto Perú se había vuelto compleja: el grueso de las fuerzas revolucionarias se hallaba en torno a Cochabamba, y la caída de Potosí les privaba del apoyo del Ejército Auxiliar, que se replegaba desde allí hacia el sur. Pero a la vez, la rebelión en La Paz inmovilizaba a Goyeneche en Oruro, y lo privaba de comunicaciones y auxilios desde el Desaguadero. El virrey del Perú, José Fernando de Abascal y Sousa, envió a La Paz fuerzas indígenas del Cusco, de modo que Goyeneche quedó libre para operar contra Cochabamba.

## Batalla de Sipe Sipe
Goyeneche salió de Oruro el 4 de agosto, rumbo a Cochabamba que distaba 40 leguas. Dividió sus fuerzas en 3 divisiones: división de vanguardia a cargo del brigadier Juan Ramírez; división centro (la más poderosa) bajo sus órdenes directas; y división de retaguardia al mando de su primo, el brigadier Pío Tristán. Evitando el camino principal que une Oruro con Cochabamba, siguió el camino de Paria y los altos de Tapacarí, descendiendo por la cuesta de las Tres Cruces.
El 7 de agosto llegaron a Cochabamba Díaz Vélez y 600 soldados del Ejército del Norte enviados por Juan José Castelli desde Chuquisaca.
El 13 de agosto la vanguardia realista llegó frente al pequeño pueblo de Sipe Sipe. Mientras descendía la cuesta de las Tres Cruces, comenzó a recibir fuego desde unas lomadas donde se habían apostado los revolucionarios. Goyeneche ordenó a Ramírez que ocupara esa posición a fin de no detener el avance. Ya se encontraban frente a Sipe Sipe las tropas de la división centro, pero aún faltaba que llegara la división de retaguardia; Goyeneche decidió no esperar.
Mientras la división centro amagaba un ataque frontal, otras fuerzas realistas  al mando de Ramírez flanquearon la posición de los revolucionarios y atacaron a estos con arma blanca. Tras breve lucha, los defensores abandonaron la posición y se replegaron a otra altura al otro lado del río Amiraya.
Alrededor de las 15 horas Goyeneche se reunió con Ramírez y entre ambos trazaron planes para la continuación de la batalla. En primer lugar decidieron ocupar el caserío de Sipe Sipe, en manos de los revolucionarios, antes de que cayera la noche. El ataque fue efectuado por tres columnas: Goyeneche al centro, Ramírez por la derecha y Tristán por la izquierda. Los revolucionarios no cedieron y durante tres horas la batalla estuvo indecisa, hasta que finalmente los realistas quedaron dueños del poblado. Ya anochecía, de modo que las sombras de la noche favorecieron la dispersión de los vencidos, que escaparon así a la captura.
Los realistas capturaron muchas armas, y toda la artillería rebelde (ocho cañones). Los vencedores informaron que las bajas de los revolucionarios ascendían a seiscientos muertos, mientras que en el bando realista se contaron quince. Algunos autores han puesto en duda estas cifras.
La victoria en Sipe Sipe abrió a Goyeneche el camino hacia la capital de Cochabamba, a donde entró sin lucha el 21 de agosto, siendo recibido en triunfo, aunque tal vez, como dice un autor realista entre aplausos y aclamaciones, producto más bien del temor que de verdadero arrepentimiento.

## Consecuencias
Como consecuencia de la batalla de Sipe Sipe se produjo la caída de Cochabamba y el fin de la rebelión en ese distrito, que había durado once meses. La caída de este bastión revolucionario movió a los habitantes de Potosí y Chuquisaca a congraciarse con los vencedores, quedando en septiembre de ese año pacificado gran parte del Alto Perú. Goyeneche adelantó sus vanguardias hasta Tupiza, con el fin de buscar un enfrentamiento decisivo contra el Ejército Auxiliar, que finalmente no se dio.
Goyeneche estableció su cuartel general en Potosí y rápidamente dominó Tarija. Tras dos victorias importantes tenía el camino libre para avanzar contra Tucumán, no había más de 1000 rebeldes desmoralizados y mal armados para oponer resistencia.
Aunque la revolución de Cochabamba fue derrotada en Sipe Sipe, los habitantes de esta región continuaron hostilizando a los realistas, con suerte diversa, hasta que en 1813 el Ejército del Norte (o Ejército Auxiliar) al mando de Manuel Belgrano avanzó en socorro de los revolucionarios. Allí comenzó otra etapa en la revolución de Cochabamba.